# Gallués
Gallués (en castellà, cooficialment en basc Galoze) és un municipi de Navarra, a la comarca de Roncal-Salazar, dins la merindad de Sangüesa. Està format per tres concejos:
| Entitat de Població   | Pob. (2006) |
| --------------------- | ----------- |
| Iciz/Izize            | 26          |
| Izal/Itzalle          | 34          |
| Uscarrés/Uskartze     | 40          |
| Gallués/Galoze (lloc) | 9           |

## Demografia
| Evolució demogràfica                               | Evolució demogràfica | Evolució demogràfica | Evolució demogràfica | Evolució demogràfica | Evolució demogràfica | Evolució demogràfica | Evolució demogràfica | Evolució demogràfica | Evolució demogràfica | Evolució demogràfica |
| 1996                                               | 1998                 | 1999                 | 2000                 | 2001                 | 2002                 | 2003                 | 2004                 | 2005                 | 2006                 | 2007                 |
| -------------------------------------------------- | -------------------- | -------------------- | -------------------- | -------------------- | -------------------- | -------------------- | -------------------- | -------------------- | -------------------- | -------------------- |
| 124                                                | 120                  | 123                  | 122                  | 123                  | 121                  | 118                  | 120                  | 118                  | 109                  | 110                  |
| Fonts: Gallués i Institut d'Estadística de Navarra |                      |                      |                      |                      |                      |                      |                      |                      |                      |                      |